# 黄花小二仙草
黄花小二仙草（学名：Haloragis chinensis），为小二仙草科小二仙草属下的一个植物种。生长于湖北、湖南、江西、福建、台湾、四川、贵州、广东、广西及云南等潮湿的荒山草丛中。澳大利亚东南部、密克罗尼西亚、马来西亚、越南、泰国、印度等地区也有分布。